# Кубок Федерации 2010
Кубок Федерации 2010 — 48-й по счёту розыгрыш наиболее престижного кубка среди сборных команд по теннису среди женщин.
Сборная Италии защитила свой прошлогодний титул.

## Мировая группа

### Сетка
|                            | Четвертьфиналы 6-7 февраля | Четвертьфиналы 6-7 февраля | Четвертьфиналы 6-7 февраля |                           |                           | Полуфиналы 24-25 апреля  | Полуфиналы 24-25 апреля  | Полуфиналы 24-25 апреля  |                          |                          | Финал 6-7 ноября         | Финал 6-7 ноября         | Финал 6-7 ноября         |                          |                          |
|                            |                            |                            |                            |                           |                           |                          |                          |                          |                          |                          |                          |                          |                          |                          |                          |
|                            |                            |                            |                            |                           |                           |                          |                          |                          |                          |                          |                          |                          |                          |                          |                          |
| Харьков, Украина - хард(i) |                            |                            |                            |                           |                           |                          |                          |                          |                          |                          |                          |                          |                          |                          |                          |
|                            | 1                          | Италия                     | 4                          |                           |                           |                          |                          |                          |                          |                          |                          |                          |                          |                          |                          |
|                            |                            | Украина                    | 1                          |                           |                           | Рим, Италия — грунт      | Рим, Италия — грунт      | Рим, Италия — грунт      | Рим, Италия — грунт      | Рим, Италия — грунт      |                          |                          |                          |                          |                          |
|                            |                            |                            |                            |                           | 1                         | Италия                   | 5                        |                          |                          |                          |                          |                          |                          |                          |                          |
| Брно, Чехия — хард(i)      | Брно, Чехия — хард(i)      | Брно, Чехия — хард(i)      | Брно, Чехия — хард(i)      |                           | 4                         | Чехия                    | 0                        |                          |                          |                          |                          |                          |                          |                          |                          |
|                            |                            | Германия                   | 2                          |                           |                           |                          |                          |                          |                          |                          |                          |                          |                          |                          |                          |
|                            | 4                          | Чехия                      | 3                          |                           |                           |                          |                          |                          |                          |                          | Сан-Диего, США — хард(i) | Сан-Диего, США — хард(i) | Сан-Диего, США — хард(i) | Сан-Диего, США — хард(i) | Сан-Диего, США — хард(i) |
|                            |                            |                            |                            |                           |                           |                          |                          |                          |                          |                          | 1                        | Италия                   | 3                        |                          |                          |
|                            | Белград, Сербия — хард(i)  | Белград, Сербия — хард(i)  | Белград, Сербия — хард(i)  | Белград, Сербия — хард(i) | Белград, Сербия — хард(i) |                          |                          |                          |                          |                          | 2                        | США                      | 1                        |                          |                          |
|                            | 3                          | Россия                     | 3                          |                           |                           |                          |                          |                          |                          |                          |                          |                          |                          |                          |                          |
|                            |                            | Сербия                     | 2                          |                           |                           | Бирмингем, США — хард(i) | Бирмингем, США — хард(i) | Бирмингем, США — хард(i) | Бирмингем, США — хард(i) | Бирмингем, США — хард(i) |                          |                          |                          |                          |                          |
|                            |                            |                            |                            |                           | 3                         | Россия                   | 2                        |                          |                          |                          |                          |                          |                          |                          |                          |
| Лиевен, Франция — грунт(i) | Лиевен, Франция — грунт(i) | Лиевен, Франция — грунт(i) | Лиевен, Франция — грунт(i) |                           | 2                         | США                      | 3                        |                          |                          |                          |                          |                          |                          |                          |                          |
|                            |                            | Франция                    | 1                          |                           |                           |                          |                          |                          |                          |                          |                          |                          |                          |                          |                          |
|                            | 2                          | США                        | 4                          |                           |                           |                          |                          |                          |                          |                          |                          |                          |                          |                          |                          |

## Плей-офф Мировой группы
Дата: 24-25 апреля
Четыре сборные, проигравшие в первом раунде Мировой группы (Германия, Сербия, Украина и Франция) встречаются с четырьмя сборными-победителями Мировой группы II (Австралия, Бельгия, Словакия и Эстония).
| Город (покрытие)                    |              | Счёт |           |
| ----------------------------------- | ------------ | ---- | --------- |
| Хасселт, Бельгия, грунт(i)          | Бельгия (1)  | 3-2  | Эстония   |
| Харьков, Украина, грунт(i)          | Украина (2)  | 0-5  | Австралия |
| Франкфурт-на-Майне, Германия, грунт | Германия (3) | 2-3  | Франция   |
| Белград, Сербия, грунт(i)           | Сербия (4)   | 2-3  | Словакия  |

- Бельгия, Австралия, Франция и Словакия переходят в 2011 году в турнир Мировой группы.
- Эстония, Украина, Германия и Сербия переходят в 2011 году в турнир 2-й Мировой группы.

## Мировая группа II
Дата: 6-7 февраля
| Город (покрытие)              |           | Счёт |           |
| ----------------------------- | --------- | ---- | --------- |
| Аделаида, Австралия, хард     | Австралия | 3-2  | Испания   |
| Быдгощ, Польша, хард(i)       | Польша    | 2-3  | Бельгия   |
| Таллин, Эстония, хард(i)      | Эстония   | 4-1  | Аргентина |
| Братислава, Словакия, хард(i) | Словакия  | 3-2  | Китай     |

- Австралия, Бельгия, Словакия и Эстония далее переходят в плей-офф Мировой группы за право выйти в Мировую группу
- Аргентина, Испания, Китай и Польша далее переходят в плей-офф Мировой группы II за право остаться в Мировой группе II

## Плей-офф Мировой группы II
Дата: 24-26 апреля
Четыре сборные, проигравшие в Мировой группе II (Аргентина, Испания, Китай и Польша) встречаются с четырьмя сборными-победителями региональных зон (Канада, Словения, Швеция и Япония).
| Город (покрытие)              |          | Счёт |               |
| ----------------------------- | -------- | ---- | ------------- |
| Сопот, Польша, ковёр(i)       | Польша   | 1-4  | Испания (1)   |
| Хельсингборг, Швеция, хард(i) | Швеция   | 3-2  | Китай (2)     |
| Монреаль. Канада, ковёр(i)    | Канада   | 5-0  | Аргентина (3) |
| Марибор, Словения, грунт(i)   | Словения | 4-1  | Япония (4)    |

- Сборная Испании сохраняет место в мировой группе 2 в 2011 году.
- Сборные Швеции, Канады и Словении переходят в мировую группу 2 в 2011 году.
- Сборная Польши вылетает в первую группу евро-африканской региональной зоны в 2011 году.
- Сборная Китая вылетает в первую группу зоны Азия-Океания в 2011 году.
- Сборная Японии возвращается в первую группу зоны Азия-Океания в 2011 году.
- Сборная Аргентины вылетает в первую группу зоны Америка в 2011 году.

## Региональные зоны

### Зона Америка

#### Группа I
Место проведения: Yacht y Golf Club Paraguayo, Ламбаре, Парагвай, грунт
Дата: 3 — 6 февраля
Участвующие сборные
- Канада — переходит в плей-офф Мировой группы II
- Бразилия
- Боливия
- Колумбия
- Парагвай
- Чили
- Куба — вылетает в группу II Зоны Америка
- Пуэрто-Рико — вылетает в группу II Зоны Америка

#### Группа II
Место проведения: Национальный теннисный клуб, Гуаякиль, Эквадор, грунт
Дата: 19 — 24 апреля
Участвующие сборные
- Мексика — переходит в группу I Зоны Америка
- Перу — переходит в группу I Зоны Америка
- Багамские Острова
- Бермудские Острова
- Гватемала
- Гондурас
- Доминиканская Республика
- Коста-Рика
- Панама
- Тринидад и Тобаго
- Эквадор
- Ямайка

### Зона Азия/Океания
Место проведения: Национальный теннисный центр, Куала-Лумпур, Малайзия, хард
Дата: 3 — 6 февраля

#### Группа I
Участвующие сборные
- Япония — переходит в плей-офф Мировой группы II
- Казахстан
- Новая Зеландия
- Китайский Тайбэй
- Таиланд
- Узбекистан
- Республика Корея
- Индонезия — вылетает в группу II Зоны Азия/Океания

#### Группа II
Участвующие сборные
- Индия — переходит в группу I Зоны Азия/Океания
- Гонконг
- Кыргызстан
- Малайзия
- Сингапур
- Филиппины
- Сирия

### Зона Европа/Африка

#### Группа I
Место проведения: Complexo de Tenis do Jamor, Круз-Кебрада, Португалия, хард(i)
Дата: 3 — 6 февраля
Участвующие сборные
- Словения — переходит в плей-офф Мировой группы II
- Швеция — переходит в плей-офф Мировой группы II
- Австрия
- Беларусь
- Болгария
- Великобритания
- Венгрия
- Дания
- Израиль
- Латвия
- Нидерланды
- Румыния
- Хорватия
- Швейцария
- Босния и Герцеговина — вылетает в группу II Зоны Европа/Африка
- Португалия — вылетает в группу II Зоны Европа/Африка

#### Группа II
Место проведения: Orange Fitness & Tennis Club, Ереван, Армения, грунт
Дата: 28 апреля — 1 мая
Участвующие сборные
- Греция — переходит в группу I Зоны Европа/Африка
- Люксембург — переходит в группу I Зоны Европа/Африка
- Армения
- Грузия
- Лихтенштейн
- Финляндия
- Норвегия — вылетает в группу III Зоны Европа/Африка
- ЮАР — вылетает в группу III Зоны Европа/Африка

#### Группа III
Место проведения: Smash Tennis Academy, Каир, Египет, грунт
Участвующие сборные
- Марокко — переходит в группу II Зоны Европа/Африка
- Турция — переходит в группу II Зоны Европа/Африка
- Алжир
- Ангола
- Египет
- Исландия
- Ирландия
- Мальта
- Молдова
- Намибия